# Stèle de Avile Tite

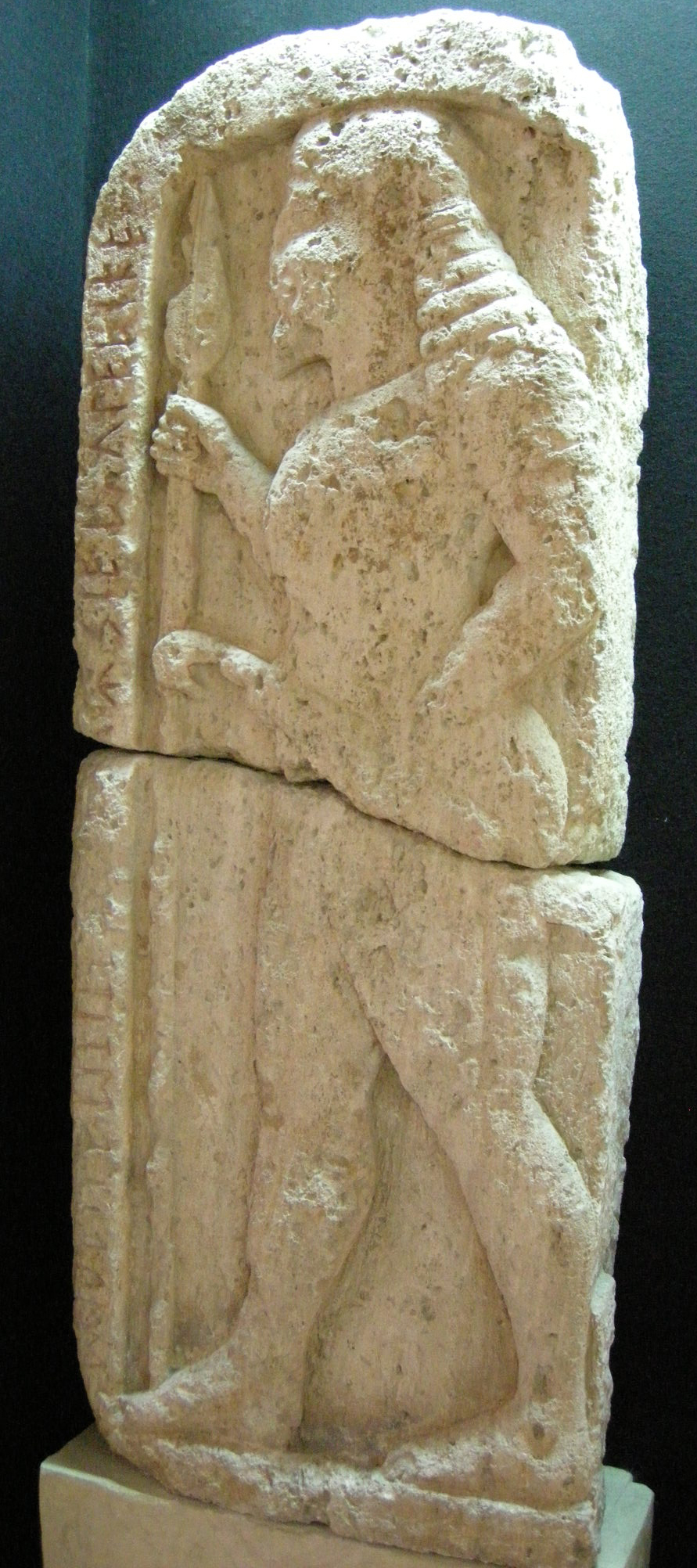
Stèle de Avile Tite, musée Guarnacci, Volterra

La stèle de Avile Tite est une stèle monumentale sculptée, en pierre calcaire, de 1,70 m de haut, et datant de 550 av. J.-C. environ. Elle est conservée au musée Guarnacci de Volterra.

## Histoire et description
La stèle monumentale, qui date des années 550 av. J.-C., nous est parvenue en deux fragments. 
Elle représente un guerrier en bas-relief portant une inscription parlante qui reporte le nom sous la forme « Je [suis] de Avile Tites, …uchsie mi ha donato », selon une typologie typique de l'Étrurie centro-septentrionale et tyrrhénienne avec des influences gréco-orientales. 
Le guerrier, à qui est dédiée la stèle funéraire, est représenté complètement armé et tourné de profil vers la gauche avec les jambes écartées. Il porte une courte tunique, une cuirasse, des épaulières (protection des épaules) et des cnémides (protection des tibias). Il est armé d'une lance et d'une dague, une épée à double tranchant à lame recourbée. 
Le corps est de profil comme le visage qui présente une barbe taillée en pointe, des cheveux en escalier, l'œil allongé et les lèvres esquissant un sourire. 
Le style est caractérisé par le goût des formes monumentales et pleines, typique de l'ordre ionique.
La chevelure de type « dédalique » témoigne de l'environnement provincial du guerrier selon une mode qui devait être courante à l'époque.